# Friuli Grave Cabernet superiore
Il Friuli Grave Cabernet superiore è un vino DOC la cui produzione è consentita nelle province di Pordenone e Udine.

## Caratteristiche organolettiche
- colore: rosso rubino più o meno intenso, tendente al granato se invecchiato.
- odore: gradevole, caratteristico, talvolta erbaceo.
- sapore: armonico, asciutto.

## Produzione
Provincia, stagione, volume in ettolitri
- nessun dato disponibile